# عمرو دیاب
عمرو عبدالباسط عبدالعزیز دیاب (زادهٔ ۱۱ اکتبر ۱۹۶۱)، خواننده، آهنگساز و بازیگر مصری است. او خود را به عنوان یک هنرمند ضبط و نویسنده تحسین‌شده در سطح جهانی تثبیت کرده است. او رکورددار گینس، پرفروش‌ترین هنرمند خاورمیانه، هفت بار برنده جوایز موسیقی ملل و پنج بار برنده پلاتینیوم رکوردز است.

## زندگی‌نامه
او در روز ۱۱ اکتبر سال ۱۹۶۱ در بندر پورت سعید در کشور مصر و در یک خانوادهٔ هنرمند و هنردوست چشم به جهان گشود. پدرش مسئول ساختارهای کانال سوئز بود و بر روی کشتی و زیر دریایی کار می‌کرد. او به استعداد و صدای خوب پسرش پی برده بود و همیشه او را به خواندن تشویق می‌کرد. یک روز پدرش، عمرو را که تنها شش سالش بود به یک ایستگاه رادیویی موسیقی برد تا در آنجا بخواند. عمرو در آنجا اولین تجربه خوانندگی خود را کسب کرد و به دلیل صدا و استعداد خوبش از طرف مسئولان رادیو تحسین شد و از فرماندار شهر یک گیتار جایزه گرفت. عمرو دیاب تحصیلات موسیقی خود را دانشگاه قاهره شروع کرد.
وی اولین آلبوم خود را در سال ۱۹۸۳ به نام یا طریق را به بازار عرضه کرد و پس از آن سه آلبوم دیگر نیز بین سال‌های ۱۹۸۴ و۱۹۸۷ عرضه نمود. در سال ۱۹۸۸ آلبوم میال را عرضه کرد که موفقیت بزرگی در سراسر خاورمیانه کسب نمود و یکی از بهترین کارهای دیاب محسوب می‌شود. از آن به بعد او آلبوم‌های دیگری را عرضه کرد که فروش فوق‌العاده‌ای در جهان داشت و او به عنوان ستاره دنیای شرق معرفی شد. شنوندگان غیر عرب زبان نیز از شنیدن ترانه‌های عمرو لذت می‌برند.
عمر در سال ۱۹۹۰ در پنجمین دوره مسابقات African Sports به عنوان نماینده کشورش انتخاب شد و در آنجا به زبانهای عربی، انگلیسی و فرانسوی آواز خواند. این کنسرت با ماهواره به تمام نقاط دنیای عرب فرستاده شد و از شبکه سی‌ان‌ان پخش شد. او از آن به بعد مهمانی‌ها و جشنهای بسیاری گرفت و به کشورهای مختلف جهان از جمله آمریکا، استرالیا و کشورهای مختلف اروپایی سفر کرد و در آنجا کنسرت‌های موفقی را اجرا کرد. همچنین اجرای بین‌المللی وی در سال ۲۰۱۰ در شهر لاس وگاس با ۱۰۰۰۰ نفر شنونده برگزار شد.
او صدایی وسیع دارد. او با آمیختن موسیقی عربی و پاپ غربی گونه‌ای موسیقی را رواج داده که به موسیقی مدیترانه معروف شده است.

## در عالم سینما
عمرو همچنین در چندین فیلم سینمایی ایفای نقش کرده است که همگی از فیلمهای محبوب دنیای عرب هستند: در سال ۹۰ در فیلم العفاریت براساس آلبوم میال، در سال ۱۹۹۲ در فیلم  ایس کریم فی جلیم بر اساس آلبومی به همین نام و در سال ۱۹۹۳ در فیلم ضحک و لعب و جد و حب بر اساس آلبوم «ذکریات»، همچنین وی در فیلم جدیدی به اسم المتمرد ایفای نقش کرده که هنوز به نمایش درنیامده است.

## زندگی خانوادگی
عمرو سه بار ازدواج کرد: ازدواج اولش با هنرپیشه و خواننده معروف مصری شیرین رضا، پس از به دنیا آمدن اولین فرزندش نور، به جدایی انجامید. او از ازدواج دومش با زینت عاشور دختر میلیونر سعودی که همکار هنری وی نیز بوده، دارای سه فرزند دختر و یک پسر می‌باشد که ازدواج با او هم بعد سالها به جدایی انجامید و عمر مجدداً با دینا الشربینی به‌طور غیررسمی ازدواج کرد که بعد از مدتی از او هم جدا شد. عمرو ترانه «قمرین» (دو ماه، ۱۹۹۹) را به افتخار تولد دختر و پسر دوقلویش (عبداله و کنزی) اجرا کرده است.
عمرو در بین هموطنانش به عنوان مردی صاحب اخلاق، مؤدب و بسیار خانواده دوست معروف است که بخشی از محبوبیت عظیم خود را مرهون همین ویژگی شخصیتی اش می‌باشد. او در جشن بزرگ روز والنتاین ۲۰۰۶ در مصر پس از فراخواندن زینت (که او را «زوزو» می‌خواند) به جایگاه و بوسیدن دستش، ترانه «الله لا یحرمنی منک» را به او تقدیم کرد.

## جوایز
- ۱۹۸۹: جایزه ۵۰ ترانه برتر دنیا به ترانه «میل»
- ۱۹۹۰: نشان نقره EMI برای آلبوم «ما تخافیش»
- ۱۹۹۱: نشان نقره EMI برای آلبوم «حبیبی»
- ۱۹۹۲: نشان نقره EMI برای آلبوم «ایامنا»
- ۱۹۹۵: جایزه بهترین از شبکه تلویزیونی Middle East
- ۱۹۹۶: جایزه بهترین از شبکه تلویزیونی Middle East
- ۱۹۹۷: نشان طلای بهترین ترانه و بهترین هنرمند برای آلبوم «نورالعین» از اولین فستیوال موسیقی عرب
- ۱۹۹۸: جایزه جهانی موسیقی برای پرفروشترین آلبوم سال در خاورمیانه برای آلبوم «نورالعین»
- ۱۹۹۹: جایزه بهترین هنرمند از شبکه رادیویی Middle East
- ۲۰۰۰: جایزه بهترین کلیپ و بهترین هنرمند برای آلبوم «تملی معاک» از شبکه رادیویی Middle Eastو شبکه تلویزیونی Nile Variety
- ۲۰۰۲: جایزه جهانی موسیقی برای پرفروشترین آلبوم سال در خاورمیانه برای آلبوم «اکثرواحد»
- ۲۰۰۳: جایزه بهترین کلیپ برای ترانه «انا عایش» از شبکه تلویزیونی Nile Variety
- ۲۰۰۴: جایزه بهترین آلبوم و بهترین هنرمند برای آلبوم «لیلی نهاری» از فستیوال موسیقی عرب در دبی، شبکه رادیویی Middle East، شبکه رادیویی ستارهایFM، شبکه تلویزیونی Nile Variety و چندین مجله تخصصی هنری
- ۲۰۰۵: جایزه بهترین ترانه سال از شبکه تلویزیونی Nile Variety برای ترانه «و مالو»
- ۲۰۰۷: جایزه جهانی موسیقی برای پر فروشترین آلبوم سال در خاورمیانه برای آلبوم «اللیلادی»
- ۲۰۰۹: برنده سه جایزه از جایزه موسیقی افریقا(ama) به عنوان بهترین خواننده، بهترین کلیپ (ویاه)، بهترین ترانه (ویاه)
- ۲۰۰۹: برنده جایزه جهانی موسیقی بیگ اپل برای آلبوم «ویاه»
- ۲۰۱۰: برنده دو جایزه از فستیوال سالانه جایزه جهانی موسیقی آفریقا برای عناوین بهترین بازیگر مرد آفریقا و بهترین خواننده مرد
- ۲۰۱۰: برنده جایزه خواننده برتر از فستیوال بیگ اپل آمریکا

## آلبوم‌ها
- ۲۰۲۱ - یا انا یا لا
- ۲۰۲۰- سهران
- ۲۰۱۸ -کل حیاتی (تمام زندگی)م
- ۲۰۱۷ - معدی الناس
- ۲۰۱۶ - اَحلی و اَحلی
- ۲۰۱۴ - شفت الایام
- ۲۰۱۳ - اللیله امشب
- ۲۰۱۱ - بنادیک تعالی صدایت می‌زنم، بیا
- ۲۰۱۰ - اصلها بتفرق باعث تفاوت می‌شود
- ۲۰۰۹ - ویاه با او
- ۲۰۰۷ - اللیلادی امشب
- ۲۰۰۵ - کمل کلامک سخنت را تمام کن
- ۲۰۰۴ - لیلی نهاری شب و روزم
- ۲۰۰۳ - علم قلبی به قلبم یاد بده
- ۲۰۰۱ - أکتر واحد بیشتر از همه
- ۲۰۰۰ - تملی معاک همیشه با تو
- ۱۹۹۹ - قمرین دو ماه
- ۱۹۹۸ - عودونی آن‌ها عادتم دادند
- ۱۹۹۶ - نور العین روشنایی چشم
- ۱۹۹۵ - راجعین بازگشتیم
- ۱۹۹۴ - ویلومونی سرزنشم می‌کنند
- ۱۹۹۴ - ذکریات خاطره‌ها
- ۱۹۹۳ - یا عمرنا ای زندگی ما
- ۱۹۹۲ - أیامنا روزهای ما
- ۱۹۹۲ - أیس کریم فی جلیم بستنی در جلیم
- ۱۹۹۱ - حبیبی محبوبم
- ۱۹۹۰ - ما تخافیش نترس
- ۱۹۸۹ - شوقنا مشتاقم کن
- ۱۹۸۸ - میال در عشق (به ۵ زبان ترجمه شده)
- ۱۹۸۷ - خالصین
- ۱۹۸۶ - هلا هلا خوش آمدی، خوش آمدی
- ۱۹۸۴ - غنی من قلبک از قبلت برایم بخوان
- ۱۹۸۳ - یا طریق ای راه